# Хари Потър и Орденът на феникса (филм)
 Тази статия е за филма.  За книгата вижте Хари Потър и Орденът на феникса.  
Хари Потър и Орденът на феникса (на английски: Harry Potter and the Order of the Phoenix) е фентъзи филм от 2007 г., режисиран от Дейвид Йейтс, със сценарий от Майкъл Голденбърг, базиран на едноименния роман от Джоан Роулинг. Филмът е продължение на Хари Потър и Огненият бокал (2005) и петата част от филмовия франчайз Хари Потър. Във филма участват Даниел Радклиф като Хари Потър, Рупърт Гринт като Рон Уизли и Ема Уотсън като Хърмаяни Грейнджър. Историята проследява петата година на Хари в „Хогуортс“, докато Министерството на магията отрича завръщането на Лорд Волдемор.
Заснемането се провежда в Англия и Шотландия и в Лийвсдън Филм Студиос от февруари 2006 г. до ноември същата година, с едномесечна пауза през юни. Постпродукцията на филма продължава няколко месеца след това, за да се добавят визуални ефекти. Съобщава се, че бюджетът на филма е между 75 и 100 милиона лири (150-200 милиона долара).
Хари Потър и Орденът на феникса е издаден в кината в 2D и IMAX формат в Съединените щати на 11 юли 2007 г. и в Обединеното кралство на 12 юли от Уорнър Брос Пикчърс. Филмът получава като цяло положителни отзиви от критиците, особено за изпълнението на Имелда Стонтън в ролята на Долорес Ъмбридж, и за пет дни събира в световен мащаб приходи от 333 милиона долара и общо 942 милиона долара, което го прави вторият най-касов филм за 2007 г. Отбелязан е като случай на холивудско счетоводство, тъй като Уорнър Брос твърди, че филмът е загубил 167 милиона долара, въпреки общите си приходи. Филмът е номиниран за много награди, включително награда БАФТА за най-добър дизайн на продукцията и специални визуални ефекти. Последван е от Хари Потър и Нечистокръвния принц (2009).

## Сюжет
Докато отсяда при Дърсли, Хари Потър и Дъдли са нападнати от диментори. Хари ги отблъсква с помощта на заклинанието Патронус. Министерството на магията открива, че непълнолетният Хари използва магия и го изключва от „Хогуортс“, въпреки че по-късно е оневинен.
Орденът на Феникса, тайна организация, основана от Албус Дъмбълдор, информира Хари, че Министерството на магията не обръща внимание на завръщането на Лорд Волдемор. В централата на Ордена, кръстникът на Хари, Сириус Блек, споменава, че Волдемор търси предмет, който е нямал преди; Хари вярва, че е оръжие.
Министърът на магията Корнелиус Фъдж назначава Долорес Ъмбридж за новия учител по защита срещу черните изкуства в „Хогуортс“. Отказът на Ъмбридж да преподава защитни магии кара нея и Хари да се сблъскат. Хари е принуден да пише редове за „лъжата“ за Волдемор. Вълшебно перо гравира думите в ръката му, докато пише. Рон и Хърмаяни са възмутени, но Хари отказва да каже на Дъмбълдор, който се е дистанцирал от него. Докато Ъмбридж придобива по-голям контрол над училището, Рон и Хърмаяни помагат на Хари да сформира Армията на Дъмбълдор, тайна група, която да учи учениците на защитни заклинания. Ъмбридж вербува слидеринци за инквизиторския отряд, за да шпионират другите ученици. Междувременно Хари и Чо Чанг развиват романтични чувства един към друг.
Една вечер Хари сънува Артър Уизли, че е нападнат в Министерството, виждайки го от гледната точка на нападателя. Загрижен, че Волдемор ще използва тази връзка с Хари, Дъмбълдор кара Сивиръс Снейп да научи Хари на оклумантика, за да защити ума си от влиянието на Волдемор. По време на урок Хари вижда спомените на Снейп за това как баща му Джеймс е тормозил и измъчвал Снейп в училище. Връзката между Хари и Волдемор допълнително изолира Хари от приятелите му. Междувременно Белатрикс Лестранж, обезумялата братовчедка на Сириус, която е смъртожадна, бяга от затвора в Азкабан заедно с девет други смъртожадни. В „Хогуортс“ Ъмбридж и нейният инквизиторски отряд разкриват Армията на Дъмбълдор. Дъмбълдор, лъжливо обвинен в създаването му, избягва, докато Фъдж нарежда арестуването му. Хари вярва, че Чо е предала Армията на Дъмбълдор на Ъмбридж, слагайки край на зараждащата им се връзка. Ъмбридж става новата директорка.
Хари преживява видение, че Волдемор измъчва Сириус. Хари, Рон и Хърмаяни се втурват към кабинета на Ъмбридж, за да предупредят Ордена чрез летежна пудра. Ъмбридж ги хваща и докато се кани да накаже сурово Хари, Хърмаяни твърди, че Дъмбълдор е скрил „тайно оръжие“ в Забранената гора. Тя и Хари водят Ъмбридж до мястото, където е скрит великанът полубрат на Хагрид, Гроп. Кентаврите се изправят срещу тях и отвличат Ъмбридж, след като тя ги обижда и напада. Хари, Хърмаяни, Рон, Луна, Невил и Джини летят до Министерството на магията върху тестроли, за да спасят Сириус.
Шестимата влизат в Отдел „Мистерии“ и намират обекта, който Волдемор преследва – пророчество, върху което е изписано името на Хари. Смъртожадни, включително Луциус Малфой и Белатрикс Лестранж, им устройват засада. Луциус разкрива, че видението на Хари за измъчвания Сириус е било хитрост, за да го примамят там. Хари отказва да даде на Луциус пророчеството и започва битка между Армията на Дъмбълдор и смъртожадните. Смъртожадните надвиват учениците и принуждават Хари да предаде пророчеството. Когато Хари го предава на Луциус, Сириус и Ремус Лупин пристигат с членовете на Ордена Нимфадора Тонкс, Кингзли Шакълболт и Лудоокия Муди. Докато атакуват смъртожадните, Луциус изпуска пророчеството, унищожавайки го. Точно когато Сириус надвива Луциус, Белатрикс убива Сириус.
Обзет от мъка и жажда за отмъщение, Хари хуква след Белатрикс. Волдемор се появява, но моменти преди да успее да убие Хари, пристига Дъмбълдор. Избухва ожесточен двубой, който унищожава голяма част от Атриума, докато Белатрикс успява да избяга. Двамата магьосници са равни, така че Волдемор притежава тялото на Хари, искайки Дъмбълдор да го пожертва. Любовта, която Хари изпитва към приятелите и семейството си, бързо прогонва Волдемор. Служители на министерството пристигат преди Волдемор да се магипортира; Фъдж признава, че Волдемор се е върнал и позорно подава оставка. Ъмбридж е уволнена и Дъмбълдор се завръща като директор на „Хогуортс“. Дъмбълдор обяснява, че се е дистанцирал от Хари, за да попречи на Волдемор да използва връзката им. Той разкрива и пророчеството. Докато скърби за смъртта на Сириус, Хари се опитва да се примири с пророчеството: „Нито един не може да оцелее, докато другият е жив“.

## Актьорски състав
- Даниъл Радклиф – Хари Потър, 15-годишен британски магьосник, известен с това, че е оцелял като дете след убийството на родителите си от ръцете на злия магьосник Лорд Волдемор, който сега влиза в петата си година на обучение в училището за магия и вълшебство „Хогуортс“.
- Рупърт Гринт – Рон Уизли, най-добрият приятел на Хари в „Хогуортс“ и най-малкият син на магьосническото семейство Уизли.
- Ема Уотсън – Хърмаяни Грейнджър, най-добрата приятелка на Хари и умът на триото, родена от мъгъли.
- Хелена Бонам Картър – Белатрикс Лестранж, вярна смъртожадна на Волдемор, братовчедка на Сириус.
- Роби Колтрейн – Рубиъс Хагрид, пазач на ключовете и дивеча, учителят по грижа за магическите създания в „Хогуортс“ и член на Ордена на Феникса.
- Ралф Файнс – Лорд Волдемор, тъмен магьосник, който възнамерява да завладее света на магьосниците и лидер на смъртожадните.
- Майкъл Гамбън – Албус Дъмбълдор, директор на „Хогуортс“ и един от най-известните и могъщи магьосници на всички времена и лидер на Ордена на Феникса.
- Брендан Глийсън – Аластор "Лудоокия" Муди, бивш аврор и член на Ордена на Феникса.
- Ричард Грифитс – Върнън Дърсли, вуйчото на Хари, който презира магьосниците.
- Джейсън Айзъкс – Луциус Малфой, фалшиво разкаял се смъртожаден навремето.
- Гари Олдман – Сириус Блек, кръстникът на Хари и член на Ордена на Феникса.
- Алън Рикман – Сивиръс Снейп, учителят на отвари и ръководител на дом „Слидерин“.
- Фиона Шоу – Петуния Дърсли, лелята на Хари.
- Маги Смит – Минерва Макгонагъл, заместник-директор на „Хогуортс“, ръководител на дом „Грифиндор“, учителката по трансфигурация и член на Ордена на Феникса.
- Имелда Стонтън – Долорес Ъмбридж, новата учителка по защита срещу черните изкуства и заместник-министър на магията.
- Дейвид Тюлис – Ремус Лупин, бивш учител на Хари по защита срещу черните изкуства и член на Ордена на Феникса.
- Ема Томпсън – Сибила Трелони, учителката по пророкуване в „Хогуортс“.
- Джули Уолтърс – Моли Уизли, матриархът в семейство Уизли и член на Ордена на Феникса.
- Марк Уилямс – Артър Уизли, съпругът на Моли Уизли и член на Ордена на Феникса.
- Уоруик Дейвис – Филиус Флитуик, учителят по вълшебство и ръководител на дом „Рейвънклоу“
- Дейвид Брадли – Аргус Филч, пазачът в „Хогуортс“.
- Том Фелтън – Драко Малфой, ученик от „Слидерин“ и съперник на Хари.
- Джейми Уейлет – Винсънт Краб, съученик на Малфой от „Слидерин“.
- Джошуа Хърдман – Грегъри Гойл, съученик на Малфой от „Слидерин“.
- Джеймс Фелпс и Оливър Фелпс – Фред и Джордж Уизли, братя на Рон.
- Бони Райт – Джини Уизли, сестрата на Рон и най-малкото дете на семейство Уизли.
- Крис Ранкин – Пърси Уизли, младши секретар на министъра на магията.
- Матю Луис – Невил Лонгботъм, съученик на Хари от „Грифиндор“.
- Девън Мъри – Шеймъс Финигън, съученик на Хари от „Грифиндор“.
- Алфред Енок – Дийн Томас, съученик на Хари от „Грифиндор“.
- Кейти Люнг – Чо Чанг, ученичка от дом „Рейвънклоу“.
- Робърт Харди – Корнелиус Фъдж, министърът на магията.
- Хари Мелинг – Дъдли Дърсли, братовчедът на Хари.
- Евана Линч – Луна Лъвгуд, ученичка от „Рейвънклоу“.
- Тимъти Бейтсън – Крийчър (глас), домашното духче на семейство Блек.
- Тони Модсли – Гроп, великанът-полубрат на Хагрид.
- Катрин Хънтър – Госпожа Фиг, съседката на семейство Дърсли.
- Джордж Харис – Кингзли Шакълболт, аврор и член на Ордена на Феникса.
- Наталия Тена – Нимфадора Тонкс, аврор, племенница на Сириус и на Белатрикс и член на Ордена на Феникса.

## Продукция

### Развитие
Британският телевизионен режисьор Дейвид Йейтс е избран да режисира филма, след като режисьорът на Хари Потър и Огненият бокал Майк Нюъл, както и Жан-Пиер Жьоне, Гийермо дел Торо, Матю Вон и Мира Наир отказват предложението. Йейтс смята, че е потърсен, защото студиото го е сметнало за подходящ да се справи с „остър и емоционален“ филм с „политическа предистория“, както в някои от предишните му телевизионни проекти като Състояние на играта, Секс трафик и Момичето в кафенето. Продуцентът Дейвид Хейман подкрепя коментарите на Йейтс относно политическата тема на филма, заявявайки, че „[Орденът на феникса] е политически филм, не с главно п, но е за бунта на тийнейджърите и злоупотребата с власт. Дейвид е правил филми в Обединеното кралство за политика, без тази тема да се натрапва“. Относно политическите и социални аспекти на филма, Ема Уотсън заявява, че „по някакъв начин той говори за живота след 7 юли, начина, по който хората се държат, когато са уплашени, начина, по който истината често се отрича и всички неща, с които обществото ни трябва да се изправи. Да се изправиш пред факта, че властта е корумпирана. означава да имаш неконформистки подход към реалността и властта“.
Стив Клоувс, сценаристът на първите четири филма от поредицата, има други ангажименти. Майкъл Голденбърг, смятан за потенциален кандидат за сценарист на първия филм от поредицата, пише сценария за Орденът на феникса. Клоувс впоследствие се връща, за да напише всички останали части от поредицата.
Марк Дей е монтажист на филма, Славомир Идзяк – оператор, а Жани Темиме – дизайнер на костюми. Хореографът Пол Харис, който преди това работи с Дейвид Йейтс няколко пъти, създава физическия облик и хореографията при битките с магически пръчки.

### Кастинг
Кастингът започва още през май 2005 г., когато Радклиф съобщава, че ще повтори ролята си на Хари. Покрай медийната лудост, настъпила по време на премиерата на Огненият бокал, Гринт, Уотсън, Луис, Райт, Люн и Файнс обявяват, че ще се завърнат в поредицата.
Съобщенията за кастинга на останалите нови герои в поредицата се разпростряват през 2006 г. Евана Линч печели ролята на Луна Лъвгуд сред над 15 000 други момичета, които се явяват на открит кастинг, чакащи в опашка, дълга една миля. Сърша Ронан се явява на прослушване за ролята, но е смятана за твърде млада.
Слухове свързват Елизабет Хърли с ролята на Белатрикс Лестранж, но Уорнър Брос ги опровергава. Още през август 2005 г. слуховете започват да свързват Хелън Маккрори с ролята. На 2 февруари 2006 г. е обявено, че Маккрори наистина е избрана за ролята на Белатрикс. Въпреки това, през април 2006 г. тя разкрива, че е бременна в третия месец и се оттегля от филма, защото не може да изпълнява интензивните битки в Министерството на магията през септември и октомври 2006 г. Съобщението, че Хелена Бонам Картър е следващият вариант за ролята е направено на 25 май 2006 г. Впоследствие Маккрори е избрана за ролята на Нарциса Малфой от Хари Потър и Нечистокръвния принц нататък.
Включването или изрязването на някои герои предизвиква спекулации от феновете относно важността на героите в последната книга от поредицата, която е издадена само десет дни след филма. През април 2006 г. представители на Джим Макманус казват, че той ще играе Абърфорт Дъмбълдор, брат на Албус и съдържател на Свинската глава, в която Хари и приятелите му откриват Армията на Дъмбълдор. Седмица по-късно Уорнър Брос обявява, че ролята е „много второстепенна“, разсейвайки някои от спекулациите за значението на героя, който преди последната книга дори няма реплики. Ем Ти Ви съобщава през октомври 2006 г., че сцените с домашното духче Доби, което се появява във втория филм, Стаята на тайните, и в петата книга, ще бъдат отрязани, отваряйки „сюжетни въпроси“ за това как ще бъде изпълнена ролята на духчето. Ем Ти Ви също съобщава около месец преди издаването на последната книга, че сцените с Крийчър, домашното духче на семейство Блек, са изрязани от филма и в една от черновите на сценария. Роулинг подтиква създателите на филма да го включат, като казва: „Знаеш ли, не бих [го отрязала] на твое място. Или можеш, но ако направиш седмия филм, ще бъдеш с вързани ръце“, затова е добавен обратно в сценария.
Други второстепенни роли са съкратени с последващи чернови на сценария. На американската премиера на Огненият бокал продуцентът на поредицата Дейвид Хеймън казва, че бившият професор от „Хогуортс“ Гилдрой Локхарт, изигран от Кенет Брана в Хари Потър и Стаята на тайните, е в първата чернова на сценария за Орденът на феникса. Нито Брана, нито героят му Локхарт се появяват в окончателната версия. Тияна Бенджамин трябва да се завърне за филма в ролята на Анджелина Джонсън, капитанът на отбора по куидич на „Грифиндор“, но се оттегля поради други ангажименти.

### Сценография
Стюарт Крейг се завръща като сценограф, след като проектира декорите на първите четири филма. В този филм има редица забележителни нови декори. Атриумът в Министерството на магията е дълъг над 200 фута, което го прави най-големият и най-скъп декор, построен за филмовата поредица за Потър до момента. Дизайнът на Крейг е вдъхновен от ранните станции на лондонското метро, където, според него, архитектите „се опитват да имитират класическата архитектура, но са използвали керамични плочки“. Декорът за сцените на Площад Гримолд 12 съдържа гоблен с родословното дърво на семейство Блек, разположено на три стени; когато продуцентите казват на Роулинг, че искат да визуализират подробностите за всяко име и година на раждане, тя им изпраща пълно копие на цялото дърво. Декорът на залата с пророчествата е изцяло цифрово изграден.
Декорът, използван за сцената на процеса срещу Игор Каркаров в Огненият бокал, е удвоен по размер за процеса срещу Хари в този филм, като същевременно запазва симетрията. Новият професор Долорес Ъмбридж, въпреки че преподава в класна стая, която се появява във филми от втори до четвърти, обитава кабинет, значително различен от този на нейните предшественици. Декорът е преоблечен с „пухкав, розов филигран“ и няколко плочи, върху които движещи се котенца са анимирани в постпродукцията. Проведена е 24-часова фотосесия, за да се фотографират и заснемат котенцата за използване на тези плочи. Перото, което Ъмбридж дава на Хари, за да пише, е проектирано от сценографите.

### Заснемане
Репетициите за Орденът на феникса започват на 27 януари 2006 г., а основните снимки – на 7 февруари 2006 г. и приключват през ноември 2006 г. Записите са поставени на двумесечна пауза, започваща през май 2006 г., така че Радклиф и Уотсън да могат да се явят на изпитите си. Съобщава се, че бюджетът на филма е между 75 и 100 милиона лири (150-200 милиона долара). Най-големият бюджет от останалите филми от поредицата са 75-те милиона лири за създаването на Огненият бокал. Въпреки че продуцентите проучват възможности за заснемане извън Обединеното кралство, Лийвсдън Филм Студиос отново е мястото, на което са заснети много от вътрешните сцени, включително Голямата зала, „Привит Драйв“, площад Гримолд.
Едно от местата в Англия е река Темза, използвана за полета на Ордена на Феникса до площад Гримолд 12 и полета на Армията на Дъмбълдор до Министерството на магията. Тази поредица включва също такива забележителности като Лондонското око, Кайнъри Уорф, Биг Бен, Бъкингамския дворец и крайцера Белфаст. Заснемането на перон 9 3⁄4 се провежда на гара Кингс Крос, както и в предишните филми. Червена телефонна кабина, намираща се близо до Скотланд Ярд, е използвана, докато Хари и Артър Уизли влизат в Министерството, докато екипът затваря метростанцията „Уестминстър“ на 22 октомври 2006 г., за да позволи заснемането на Артър Уизли, придружаващ Хари на процеса в Министерството на магията. Други сцени са заснети в и около Оксфорд, по-специално в близкия дворец Бленъм в Удсток.
В Гленфинан Хогуортс Експрес пресича виадукт, както и в предишните филми. Въздушни сцени са заснети в долините Глен Коу, Клечинг Гъли, и Глен Итив, които по време на снимките е едно от малкото места в Шотландия без сняг, което го прави идеално за заснемането на сцените.

### Визуални ефекти
Филмът изисква над 1400 снимки с визуални ефекти, а базираната в Лондон компания Дабъл Негатив създава над 950 от тях. Работейки в продължение на шест месеца върху предварителната визуализация, започвайки през септември 2005 г., Дабъл Негатив до голяма степен отговаря за кадрите в Нужната стая, Забранената гора, залата с пророчествата и залата на смъртта.
Нов герой във филма, Гроп, великанът-полубрат на Хагрид, оживява чрез нова технология, наречена Соул Кепчъринг, разработена от Имидж Метрикс. Вместо да изграждат героя от нулата, движенията и изражението на лицето на актьора Тони Модсли са използвани за моделиране на действията на Гроп.

### Музика и саундтрак
Никълъс Хупър е композитор за саундтрака на филма, след Джон Уилямс, който е композитор на първите три филма, и Патрик Дойл, който създава музикалната партитура към четвъртия. В новата музика Хупър включва вариации на „Темата на Хедуиг“, лайтмотива на поредицата, първоначално написана от Уилямс за първия филм и чута във всички следващи части. През март и април 2007 г. Хупър и Камерният оркестър на Лондон записват близо два часа музика в Аби Роуд Студиос в Лондон. Музиката, подобно на филма и книгата, е по-тъмна от предишните части от поредицата. За да подчертаят това, двете нови основни теми отразяват зловещия нов герой Долорес Ъмбридж и нашествието на Лорд Волдемор в съзнанието на Хари. За по-дълбок звук в перкусиите е използван музикалният перкусионен инструмент Тайко. Саундтракът е издаден от Уорнър Брос Рекърдс на 10 юли 2007 г., в навечерието на премиерата на филма.

## Разлики с книгата
Със 766 страници в британското и 870 в американското издание (българското е 856), Орденът на феникса е най-обемната книга от поредицата за Хари Потър, но филмът е вторият най-кратък. Сценаристът Майкъл Голденбърг описва задачата си да съкрати романа като търсене на „най-добрия еквивалентен начин за разказване на историята. Моята работа беше да остана верен на духа на книгата, а не на буквата“. Голденбърг съобщава, че Роулинг е казала на него, продуцентите и Йейтс, че „тя просто иска да види страхотен филм и им е дала разрешение да си позволят каквито и да било свободи, които [те] смятат, че [те] трябва да вземат, за да преведат книгата във филм, който би харесала“. Съкращаването на книгата, за да отговаря на времевата рамка на филма, обяснява Голденбърг, става „по-ясно, когато разбрах, че организиращият принцип на сценария е да разкаже емоционалното пътуване на Хари“. Той и Йейтс „търсят всяка възможност да вкарат всичко, което можеше да е там. И където не могат, да му го споменат, да го имат някъде на заден план или да се чувства така, че може да е извън екрана“.
Едно съкращаване, което Голденбърг прави, което той не иска да прави, е липсата на куидича. „Истината е, че всеки филм, направен по тази книга, който и да го е направил, включва отбора по куидич“, казва той. В книгата Рон израства като герой, опитвайки се да влезе в отбора по куидич. „Рон, който се сблъсква с предизвикателства и се изправя по същия начин, както Хари, ние се опитахме да вкараме това във филма по други начини, доколкото е възможно“. Промяната разочарова актьора Рупърт Гринт, който „очакваше с нетърпение сцените с куидича“.
Във важна сцена в книгата Хари вижда спомен за собствения си баща, унижаващ Снейп в ученическите им години, и Снейп, който обижда майка му, след като тя се застъпва за него. Във филма това е съкратено до „идея“, по думите на Голдънберг. „Това е емблематичен момент, когато осъзнаваш, че родителите ти са нормални човешки същества с недостатъци... Запазих същината на идеята“. Младата Лили Потър изобщо не се появява във финалния вариант на филма, но промоционалните екранни снимки показват неизвестната тийнейджърка Сузи Шинър в ролята.
Сцената в „Свети Мънго“, болницата, където Хари и приятели се натъкват на съученика си Невил Лонгботъм и научават, че родителите му са били измъчвани до лудост от Белатрикс Лестранж, е изрязана, защото изисква изграждането на нов декор. Основната цел на действието на сцената е преместена в Нужната стая след един от уроците на Армията на Дъмбълдор. Освен това, за да се ускори кулминацията на филма, няколко събития в Министерството, довели до битката на Хари с Волдемор, са премахнати, включително залата с мозъка. Следните сцени – срещата на госпожа Уизли с богърта на площад Гримолд, Рон, Хърмаяни и Малфой, които стават префекти, появата на Мъндънгус Флечър и Фирензи, преподаващ пророкуване – са също премахнати.
Персонажът на домашното духче Крийчър, който е включен в сценария само по молба на Роулинг, има по-голяма роля в книгата, отколкото във филма. В романа той се вижда как спасява някои от артефактите на семейство Блек, които Орденът на Феникса изхвърля, включително медальон, който се оказва изключително важен в седмата книга. Йейтс казва: „Решихме, че вероятно можем да го представим по-късно и това е подходът, който възприехме“. Докато Крийчър остава, всички части, включващи Доби, са отрязани и важните му действия са дадени на други герои.
Рита Скийтър, журналистката, изиграна от Миранда Ричардсън в Огненият бокал, също е премахната. В книгата Хърмаяни я изнудва да напише статия, която подкрепя Хари, тъй като останалата част от света на магьосниците отрича твърденията му.

## Разпространение

### Маркетинг
Първият трейлър е пуснат на 17 ноември 2006 г., излъчен преди друг филм на Уорнър Брос – Весели крачета. Той е достъпен онлайн на 20 ноември 2006 г. на уебсайта на Весели крачета. Международният трейлър дебютира онлайн на 22 април 2007 г. На 4 май 2007 г. трейлърът за САЩ е излъчен преди прожекцията на Спайдър-Мен 3.
Три постера, пуснати в интернет, показващи Хари, придружен от шестима съученици, включително Хърмаяни Грейнджър, предизвикат доста спорове в медиите. По същество те са една и съща снимка, въпреки че една рекламираше изданието на IMAX. В един плакат профилът на Хърмаяни, изиграна от Ема Уотсън, е направен по-извит, тъй като очертанията на гърдите ѝ са подобрени.

### В кината
Филмът е третият филм за Хари Потър, който е пуснат едновременно в традиционните и в IMAX кина. Изданието на IMAX включва целия филм в 2D и последните 20 минути от филма в 3D. Според прогнози от март 2007 г., направени от Уорнър Брос, филмът ще дебютира на над 10 000 кино екрана през лятото.
При строги мерки за сигурност, за да се предотврати пиратството, Уорнър Брос кара охранители да патрулират по пътеките, търсейки камери на мобилни телефони или малки записващи устройства, на предварителната прожекция в Япония. Световната премиера се състои в Токио, Япония, на 28 юни 2007 г. Премиерата в Обединеното кралство е на 3 юли 2007 г., по време на която авторката Джоан Роулинг се появява публично. Премиерата в САЩ е на 8 юли в Лос Анджелис. След премиерата трите млади звезди от филмовата поредица, Радклиф, Гринт и Уотсън, са почетени с церемония, на която техните отпечатъци от ръце, стъпки и „отпечатъци от пръчки“ са поставени в цимента пред китайския театър Грауман.

### Домашна употреба
Филмът е издаден на DVD, Blu-Ray, а по-късно и в 4K UHD формат. Орденът на феникса е седмото най-продавано DVD за 2007 г. с 10,14 милиона бройки. Филмът реализира приходи от 200,2 милиона долара от продажби на домашно видео в САЩ.

## Прием

### Бокс офис
Филмът започва с 5-дневна световна премиера с приходи от 333 милиона долара, четиринадесетата най-печеливша премиера за всички времена. В Съединените щати билетите за стотици среднощни прожекции на филма, закупени от онлайн продавача на билети Фанданго, са разпродадени, съставлявайки приблизително 90% от седмичните продажби на билети на сайта. В САЩ и Канада среднощните прожекции (много рано сутринта на 11 юли) носят 12 милиона долара от 2311 среднощни излъчвания, което прави прожекциите „най-успешните среднощни досега“.
В Северна Америка Орденът на феникса печели допълнителни 32,2 милиона долара в сряда, след полунощни прожекции, което го прави най-големият брутен ден в историята на бокс офиса, с общо 44,2 милиона долара от 4285 кина. Сумата надхвърля тази на Спайдър-Мен 2 на Сони Пикчърс, който държи рекорда от 2004 г. със своите 40,4 милиона долара в сряда, докато рекордът на Орденът на феникса е подобрен през 2009 г. от  Трансформърс: Отмъщението с 62 милиона долара.
В световен мащаб приходите на Хари Потър и Орденът на феникса възлизат малко над 942 милиона долара.

### Критичен отговор
В Rotten Tomatoes филмът има рейтинг на одобрение от 78% въз основа на 256 рецензии, със среден рейтинг от 6,9/10. Критичният консенсус на сайта гласи: „Не е лесно да вземеш най-обемната книга за Хари Потър и да я адаптираш в най-краткия филм от поредицата, но режисьорът Дейвид Йейтс се справя страхотно с това, създавайки Орденът на феникса, който е забавен и изпълнен с екшън“. В Metacritic филмът има резултат от 71 от 100, базиран на 37 критици, което показва „като цяло благоприятни отзиви“. Публиката, анкетирана от CinemaScore, дава на филма средна оценка „A−“ по скалата от A+ до F.
Роджър Ебърт дава на филма 2,5 от 4 звезди, като каза, че „Хари вече няма толкова много радост“. Рецензията на Чарлз Фредерик от Дейли Телеграф е озаглавена „Филмът за Потър е най-добрият и най-мрачен досега“. Колин Бертрам от Ню Йорк Дейли Нюз дава на филма четири от четири звезди, като го нарича „най-добрият филм за Потър досега“ и допълва, че „заклетите фенове ще се радват, че Йейтс е работил по широката вселена на Дж. К. Роулинг с внимание и благоговение“. Марк Адамс от Съндей Мирър, макар да дава на филма четири от пет звезди, го нарича „мрачно и чудесно удоволствие, което трябва да се гледа“.
Актьорските игри на Имелда Стонтън като Долорес Ъмбридж и на Хелена Бонам Картър като Белатрикс Лестранж са широко оценени; Стонтън е описана като „близо до това да открадне шоуто“ от Гардиън и като „перфектния избор за ролята“ и „едно от най-големите удоволствия във филма“ от Върайъти.